# Olegario González de Cardedal
Olegario González de Cardedal (Cardedal, La Lastra del Cano, (Ávila), 2 de octubre de 1934) es un sacerdote y teólogo católico español.

## Biografía
Su nombre de nacimiento fue Olegario González Hernández, pero desde 1960 ha estado firmando sus obras como Olegario González de Cardedal, como homenaje y reivindicación de la aldea de Ávila de donde procede. En 2004 cambió su primer apellido por el actual.
Realizó sus estudios primarios y de bachillerato en Arenas de San Pedro. Posteriormente estudió Filosofía y Teología en el Seminario de Ávila. Recibió la ordenación sacerdotal en 1959. Fue Vicerrector y profesor de Patrología y Espiritualidad en el Seminario de Ávila en 1959-1960 y 1965-1966.
Entre 1960 y 1965 estudia en la Universidad de Múnich, donde se doctora en Teología (1964) y es Wissenschaftlicher Assistent. Más adelante estudia en el St. Antony's College de la Universidad de Oxford como Research Fellow (1971) y en la Universidad Católica de América en Washington D. C. (1981-1982).
Ha sido desde 1966 catedrático de la Universidad Pontificia de Salamanca hasta su jubilación en 2004. Fue colaborador de Xavier Zubiri, alumno de los teólogos Michael Schmaus y Karl Rahner, y Director del Seminario de Investigación Teológica creado por Xavier Zubiri en la Sociedad de Estudios y Publicaciones en Madrid (1966-1980).
Asistió a la Tercera Sesión del Concilio Vaticano II en el otoño de 1964. Fue miembro de la Comisión Teológica Internacional (1968-1979), participó como teólogo en el Sínodo de los obispos (1971) y en el Consejo de Conferencias Episcopales de Europa (1972), fue Consultor del Consejo Pontificio para el diálogo con los no Creyentes (1982) y del Pontificio Consejo para la Cultura (1990). Desde 1986 es Académico Numerario de la Real Academia de Ciencias Morales y Políticas.
Ha sido creador y Director de la Cátedra Domingo de Soto de la Universidad de Salamanca (1978-1982) y Director de los Cursos de Verano de Teología en la Universidad Internacional de Andalucía (1976-1979), Universidad de Oviedo (1979-1982), Universidad Complutense de Madrid en El Escorial (1989-1996) y Universidad Internacional Menéndez Pelayo (1996-2006).
Es un autor prolífico con más de 40 libros, más de 60 colaboraciones en obras colectivas, más de 30 textos de homenaje, más de 160 colaboraciones en revistas y recensiones. Además, desde 1964 ha realizado casi 300 colaboraciones en periódicos tanto de alcance nacional (Ya (diario), El País, La Croix, ABC, El Mundo (España), El Independiente y Diario 16) como regional (Diario de Ávila, El Adelanto, La Gaceta Regional de Salamanca, El Norte de Castilla y Diario de Cádiz).

## Críticas a su obra teológica
Varios teólogos, como José María Iraburu o José Antonio Sayés, han criticado su exposición de la cristología, acusándola de heterodoxa, y afirmando que la unión hipostática no queda clara y puede crear confusión[cita requerida]. González de Cardedal utiliza en la obra términos y definiciones ambiguas que, según algunos, llevan a confusión, lo ha sido calificado de terrorismo verbal pseudo-teológico que está hoy atacando el lenguaje bíblico y tradicional de la fe católica al pervertir el lenguaje teológico. González de Cardedal oculta la naturaleza divina de Cristo cosa que va en contra de lo expuesto en el Concilio de Calcedonia. Gónzález de Cardedal se defiende diciendo que aunque no niegue en ningún momento la unión hipostática de la persona divina en sus dos naturalezas, sino que propone una interpretación moderna de la unión en hypostasis en la consonancia de las innovaciones de Karl Rahner, Zubiri y Ratzinger. El concilio de Éfeso frente a Nestorio definió la única persona divina en Cristo (Unión en hypostasis) y posteriormente Calcedonia la verdad, perfección y permanencia de las dos naturalezas (humana y divina) en un único sujeto-persona (hypóstasis) Cristo. Sin negar las afirmaciones conciliares que no dicen como debe de ser interpretado teológicamente la unión en hypóstasis, el premio Raztinger propone una comprensión dínamica y ontológica que complete la comprensión óntica y estática de la tradición clásica. Según sus partidarios, esta interpretación tiene la ventaja de explicar la acción de la persona del Hijo (El Hijo crea una nueva humanidad y la hace ser en la medida en que la afirma como suya) no como negación del Hijo sino como personalización plenificadora del dinamismo inherente al hombre. Así se evitan los malentendidos por exclusión (se afirma que Cristo es persona Divina por sustitución de la real humanidad que nos caracteriza a todos los demás humanos) o por excepción (Se parte del hecho de que Cristo es la gran excepción, el gran milagro o enigma de lo humano... El no es la excepción sino la regla, y todo lo demás hay que repensarlos desde él).
En su manual de Cristología, frente a las acusaciones de falta de libertad de Cristo en su muerte que contradirían al Concilio de Trento. Cardedal deja claro que la muerte de Cristo es fruto del juego de tres libertades: La libertad de los hombres, que lo "quitaron de en medio" (Hch 2,23), de la libertad del propio Cristo y de la libertad del Padre.
Benedicto XVI en la ceremonia de entrega del premio Ratzinger 2011 se refería a la teología de este autor:

Con el profesor González de Cardedal me une un camino común de muchos decenios. Ambos comenzamos con san Buenaventura y dejamos que él nos indicara la dirección. En una larga vida de estudioso, el profesor González ha tratado todos los grandes temas de la teología, y eso no simplemente reflexionando y hablando de ella desde un escritorio, sino también confrontándose siempre con el drama de nuestro tiempo, viviendo y también sufriendo de una forma muy personal las grandes cuestiones de la fe y así las cuestiones del hombre de hoy. De este modo, la palabra de la fe no es algo del pasado; en sus obras se hace verdaderamente contemporánea a nosotros.

## Obra
Ha publicado los siguientes libros:
- Dña. María Vela y Cueto. Autobiografía y Libro de las Mercedes (Barcelona: Juan Flors-Universidad Pontificia de Salamanca, 1961)
- Una mística abulense. Dña María Vela y Cueto 1561-1617 (Ávila: Institución 'Alonso de Madrigal', 1961)
- Crisis de los seminarios en la Iglesia y mundo actuales (Madrid: Secretariado de la Comisión Episcopal de Seminarios, 1965),
- Misterio trinitario y existencia humana: estudio histórico teológico en torno a San Buenaventura (Madrid: Rialp,1966),
- ¿Crisis de seminarios o crisis de sacerdotes?: meditación de una España posconciliar (Madrid: Moneda y Crédito, 1967),
- Meditación teológica desde España (Salamanca: Sígueme, 1972),
- Elogio de la encina: existencia cristiana y fidelidad creadora (Salamanca: Sígueme, 1973),
- Carta a mi hermana Concha sobre el Sentido de la vida religiosa (Salamanca: Sígueme, 1973)
- Jesús de Nazaret. Aproximación a la cristología (Madrid: BAC,1975, reed. 1993),
- Ética y religión: la conciencia española entre el dogmatismo y la desmoralización (Madrid: Cristiandad, 1977),
- Alfonso Querejazu (Madrid: BAC, 1977),
- Carta para un profesor amigo (Madrid: Narcea, 1977)
- Memorial para un educador: con un epílogo para japoneses (Madrid: Narcea, 1981; 1982),
- El Poder y la conciencia. Rostros personales frente a poderes anónimos (Madrid: Espasa-Calpe, 1984; 1985)
- La gloria del hombre. Reto entre una cultura de la fe y una cultura de la increencia (Madrid: BAC, 1985),
- España por pensar. Ciudadanía hispánica y confesión católica (Salamanca: Publicaciones de la Universidad Pontificia, Ediciones Universidad de Salamanca y Biblioteca de la Caja de Ahorros de Salamanca, 1985),
- El lugar de la Teología (Madrid: Real Academia de Ciencias Morales y Políticas, 1986)
- Madre y muerte (Salamanca: Sígueme, 1994),
- La teología española ante la nueva Europa (Salamanca: Universidad de Salamanca y Universidad Pontificia de Salamanca, 1994)
- Raíz de la esperanza (Salamanca: Sígueme, 1996),
- Cuatro poetas desde la otra ladera: Unamuno, Jean Paul, Machado y Oscar Wilde: prolegómenos para una cristología (Madrid: Trotta, 1996),
- La entraña del cristianismo (Salamanca: Secretariado Trinitario,1998; 2001),
- La palabra y la paz (1976-2000) (Madrid: PPC, 2000),
- Alfonso Querejazu, Joaquín Garrigues: correspondencia y escritos (1954-1974)" (Madrid: Trotta, 2000)
- Cristología (Madrid: BAC, 2001),
- Sobre la muerte (Salamanca: Sígueme, 2002),
- Dios (Salamanca: Sígueme, 2004),
- Educación y educadores: el primer problema moral de Europa (Madrid: PPC, 2004),
- Historia, hombres, Dios (Madrid: Cristiandad, 2005),
- Ratzinger y Juan Pablo II: la Iglesia entre dos milenios (Salamanca: Sígueme, 2005),
- Fundamentos de Cristología. I, El camino (Madrid, BAC, 2005),
- Fundamentos de Cristología. II, Meta y misterio  (Madrid: BAC, 2006),
- Al ritmo del diario vivir. Cultura, política y ciudadanía (Madrid: PPC, 2007),
- Confirmarse. Para llegar a ser cristiano (Madrid: San Pablo, 2007),
- El quehacer de la teología. Génesis, estructura, misión (Salamanca: Sígueme, 2008),
- La teología en España (1959-2009): memoria y prospectiva (Madrid: Encuentro, 2010),
- El rostro de Cristo (Madrid: Encuentro, 2012, reed. 2013),
- El hombre ante Dios. Razón y testimonio (Salamanca: Sígueme, 2013),
- Dios en la ciudad. Ciudadanía y cristianía (Salamanca: Sígueme, 2013),
- Cristianismo y mística (Madrid: Trotta, 2015),
- Ciudadanía y cristianía. Una lectura de nuestro tiempo (Madrid: Encuentro, 2016),
- Jesucristo. Soledad y compañía (Salamanca: Sígueme, 2016).

## Premios y reconocimientos
- Recibió el Premio Espasa de Ensayo en su primera edición en 1984 por su obra El poder y la conciencia.
- En 2002 recibió el Premio Nacional de las Letras "Teresa de Jesús" del Ayuntamiento de Ávila.
- En 2004 recibió el Premio Castilla y León de las Ciencias Sociales y Humanidades.
- En 2008 el Ayuntamiento de Ávila dio el nombre de "Olegario González de Cardedal" a la Biblioteca Municipal de Ávila .
- En 2010 recibió la Medalla de Oro de la Ciudad de Salamanca.
- En junio de 2011 recibió el Premio Ratzinger,[17] en su primera edición, junto a los también teólogos Manlio Simonetti y Maximilian Heim.[18]
- Su colección de ensayos El rostro de Cristo (Fundación Edades del Hombre, 2011) ganó el Premio de la Crítica de Castilla y León en 2012 (en esta edición se premió ex-equo al poeta Antonio Colinas por el primer volumen de sus obras completas).

| Predecesor: Javier Villán | Premio de la Crítica de Castilla y León (ex aequo con Antonio Colinas) 2012 | Sucesor: José María Merino |